# Армін Ронахер
Армін Ронахер (народився 10 травня 1989 року) — австрійський програміст, який працює над продуктами з відкритим кодом. Відомий як творець Pythonівського вебфреймворку Flask.
Він часто виступає на конференціях для розробників та веде популярний блог про розробку програмного забезпечення та вільне програмне забезпечення.

## Програмування
Армін Ронахер розпочав працювати над відкритим програмним забезпеченням як фріланс-розробник порталу Німецької спільноти Ubuntu «ubuntuusers», завдяки чому пізніше став основоположним членом Німецької Асоціації Ubuntu у 2005.
Працюючи над «ubuntuusers», Ронахер наново відкрив мову програмування Python та написав кілька ранніх реалізацій WSGI, маючи на меті створити дошку оголошень на Python спільно з Ґеорґом Брандлом. Ця дошка отримала назву «Pocoo» і замінила phpBB на Python. Незважаючи на те, що дошка оголошень так ніколи і не отримала стабільної версії, під парасолькою проекту Pocoo з'явилося багато інших проектів: засіб підсвічування синтаксису Pygments, генератор документації Sphinx, рушій шаблонів Jinja та багато інших бібліотек для Python. Також він працював над функціональністю для Pythonівського модуля AST та Ordered Dict для Python. Закінчивши роботу над першоквітневим жартом, у якому його бібліотеки було зібрано у мікрофреймворк у вигляду одного файлу, він вирішив створити вебовий фреймворк Flask. Останній став одним з найбільш популярних фреймворків Python для веброзробки (після Django), а всі пов'язані бібліотеки було зібрано в рамках спільноти «Pallets».
Він також створив Lektor CMS, рушій шаблонів Twig, а також зробив значний внесок у велику кількість програм та бібліотек з відкритим кодом.
Він працював на Plurk, Fireteam (компанія, яка займалася ігровою інфраструктурою, придбана Splash Damage), а останнім часом над засобом сповіщення про помилки Sentry.
Армін Ронахер є частим доповідачем на конференціях, присвячених вільному ПЗ по цілому світу.

## Досягнення
- 2003: 2-ге місце на 2003 Prix Ars Electronica у категорії u19 обчислення вільним стилем за «Be a Bee»[13]
- 2012: Дійсний член Python Software Foundation[14]
- 2014: Нагорода Community Service від Python Software Foundation за вклад у спільноту вільного ПЗ Python[15]
- 2014: Миттєвий грант від Shuttleworth Foundation[16]